# Ove Ramel
Ove Gustaf Wilhelm Ramel, född 6 april 1887 i Brandstad, död 8 december 1980 i Lund, var en svensk friherre och diplomat. 

## Biografi
Ove Ramel blev jur. kand. 1913 och samma år notarie i Svea hovrätt och 1915 blev han attaché vid Utrikesdepartementet. 1917 utnämndes Ramel till envoyé i Petrograd och samma år till envoyé i Moskva. Under 1917 var han tillförordnad generalkonsul i Moskva och tillförordnad vicekonsul i Petrograd och Archangelsk. 1918 blev Ramel tillförordnad andre sekreterare i utrikesdepartementet och tillförordnad vicekonsul i Antwerpen 1919. Samma år blev han tillförordnad byråsekreterare i utrikesdepartementet och från 1921 ordinarie byråsekreterare. 1923 utnämndes han till tillförordnad förste legationssekreterare i Köpenhamn och 1929 härold vid Kungl. Maj:ts Orden. 1935 blev Ramel kammarherre vid de kungl. hovstaterna och 1937 ceremonimästare där. 1938 utnämndes han till chef för utrikesdepartementets ceremonibyrå. 1950 blev Ramel introduktör för främmande sändebud vid utrikesdepartementet.

## Familj
Han var son till Gustaf Ramel och Elisabeth Peyron. Han gifte sig 1919 med Yvonne Peyron och var far till Sten (född 1921) och Claes Ramel (född 1925). Makarna Ramel är begravda på Djursholms begravningsplats.

## Utmärkelser

### Svenska utmärkelser
- Innehavare av Konung Gustaf V:s jubileumsminnestecken med anledning av 90-årsdagen, 1948.[5]
- Kommendör med stora korset av Nordstjärneorden, 6 juni 1964.[6]
- Kommendör av första klass av Nordstjärneorden, 6 juni 1952.[7]
- Kommendör av andra klass av Nordstjärneorden, 5 juni 1943.[8]
- Riddare av Nordstjärneorden, 22 november 1935.[2]
- Riddare av Vasaorden, 22 november 1932.[2]

### Utländska utmärkelser
- Storofficer av Argentinska förtjänstorden, senast 1955.[9]
- Storkorset av Belgiska Leopold II:s orden, senast 1947.[10]
- Officer av Belgiska Leopold II:s orden, 1926.[2]
- Storofficer av Brasilianska Södra korsets orden, senast 1947.[10]
- Kommendör av Brasilianska Södra korsets orden, senast 1940.[11]
- Storkorset av Chilenska förtjänstorden, senast 1955.[9]
- Storofficer av Chilenska förtjänsttecknet, senast 1942.[12]
- Storkorset av Danska Dannebrogsorden, senast 1955.[9]
- Kommendör av första graden av Danska Dannebrogorden, senast 1950.[5]
- Kommendör av andra graden av Danska Dannebrogorden, senast 1945.[13]
- Tredje klassen av Egyptiska Nilorden, 1924.[2]
- Storkorset av Etiopiska Menelik II:s orden, senast 1955.[9]
- Riddare av första klassen av Finlands Vita Ros’ orden, senast 1931.[14]
- Riddare av Finlands Vita Ros’ orden, 1925.[2]
- Kommendör av första klass av Finlands Lejons orden, senast 1947.[10]
- Kommendör av Franska Hederslegionen, senast 1947.[10]
- Riddare av Franska Hederslegionen, 1923.[2]
- Storofficer av Franska Svarta stjärnorden, senast 1955.[9]
- Storkorset av Grekiska Fenixorden, senast 1955.[9]
- Storofficer av Grekiska Fenixorden, senast 1947.[10]
- Kommendör av Isländska falkorden, senast 1940.[11]
- Officer av Italienska kronorden, 1922.[2]
- Kommendör av Lettiska Tre Stjärnors orden, 1929.[2]
- Storofficer av Mexikanska Örnorden, senast 1947.[10]
- Kommendör av Mexikanska Örnorden, senast 1945.[13]
- Storofficer av Monegaskiska Karl den heliges orden, senast 1950.[5]
- Storofficer av Nederländska Oranien-Nassauorden, 3 juli 1946.[15],[10]
- Kommendör med kraschan av Norska Sankt Olavs orden, senast 1950.[5]
- Kommendör av andra klassen av Polska Polonia Restituta, senast 1940.[11]
- Kommendör av Portugisiska Kristusorden, 1928.[2]
- Riddare av tredje klassen av Preussiska Kronorden, 1918.[2]
- Storofficer av Thailändska kronorden, senast 1950.[5]
- Kommendör av Spanska Isabella den katolskas orden, 1922.[2]
- Kommendör av andra klassen av Tjeckoslovakiska Vita lejonets orden, senast 1940.[11]
- Storofficer av Förbundsrepubliken Tysklands förtjänstorden, senast 1955.[9]
- Storofficer av Tyska örnens orden, senast 1940.[11]
- Andra klassen med kraschan av Ungerska Förjänstorden, senast 1942.[12]